# William M. Lanning

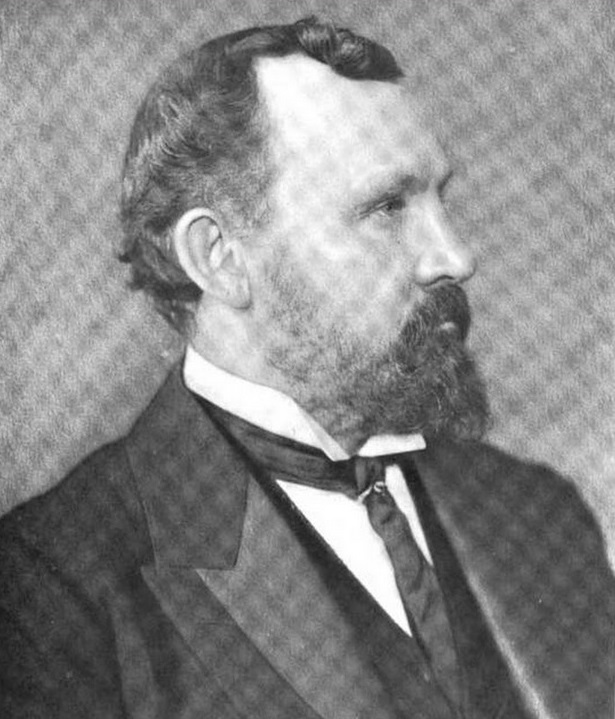
William M. Lanning

William Mershon Lanning (* 1. Januar 1849 in Ewingville, Mercer County, New Jersey; † 16. Februar 1912 in Trenton, New Jersey) war ein US-amerikanischer Jurist und Politiker. In den Jahren 1903 und 1904 vertrat er den Bundesstaat New Jersey im US-Repräsentantenhaus.

## Werdegang
William Lanning besuchte bis 1866 die Lawrenceville School. Zwischen 1866 und 1880 arbeitete er als Lehrer an den öffentlichen Schulen im Mercer County sowie an der Trenton Academy. Nach einem Jurastudium und seiner 1880 erfolgten Zulassung als Rechtsanwalt begann er in Trenton in diesem Beruf zu arbeiten. Im Jahr 1884 war er juristischer Vertreter dieser Stadt. Zwischen 1887 und 1891 fungierte Lanning als städtischer Richter in Trenton. Gleichzeitig begann er als Mitglied der Republikanischen Partei eine politische Laufbahn. Im Jahr 1894 war er sowohl Mitglied einer Kommission zur Überarbeitung der Staatsverfassung als auch einer Versammlung zur Revision der städtischen Gesetzgebung von Trenton. 1899 wurde er Präsident der Mechanics’ National Bank of Trenton.
Bei den Kongresswahlen des Jahres 1902 wurde Lanning im vierten Wahlbezirk von New Jersey in das US-Repräsentantenhaus in Washington, D.C. gewählt, wo er am 4. März 1903 die Nachfolge von De Witt C. Flanagan antrat. Dieses Mandat übte er bis zu seinem Rücktritt am 6. Juni 1904 aus. Sein Rücktritt erfolgte, nachdem er als Nachfolger des verstorbenen Andrew Kirkpatrick zum Richter am Bundesbezirksgericht für New Jersey ernannt worden war. Dieses Amt bekleidete er bis 1909; danach war er Richter am Bundesberufungsgericht für den dritten Gerichtsbezirk. William Lanning starb am 16. Februar 1912 in Trenton.